# Свети Георги (Чукарица)
„Свети Георги на Баново бърдо“ (на сръбски: Храм Светог Ђорђа на Бановом брду, Храм Светог Георгија) е храм на Сръбската православна църква, разположен в Чукарица, предградие на сръбската столица Белград.

## Местоположение
Намира се в южната част на Белград, в стара Чукарица на върха на хълма над река Сава на улица „Кировлева“ № 1.

## История
Тъй като Чукарица няма собствен храм, търговецът от Белград Митър Йованович се обръща към патриарх Димитър Сръбски на 1 януари 1925 година с желанието да му отстъпи земя за построяване на храм в памет на двете му преждевременно починали деца Юлиян и Любомир. Йованович иска храмът да бъде посветен на Свети великомъченик Георги – на неговата кръстна слава, и под бъдещия храм да се намира семейната му гробница.
Проектът на храма е дело на руския архитект Василий Андросов. Основният камък е осветен през май 1928 година, а строежът е завършен през 1932 година.

## Архитектура
Храмът има основа под формата на вписан кръст – трилистник и е построена в неовизантийски стил, който е характерен за сакралните сгради, построени в Белград между двете световни войни. Състои се от главен вход, притвор, наос, олтарна апсида и хорови апсиди. Главният вход на храма е подчертан от колони, върху които се крепи архиволтът от едната и от другата страна на вратата. Апсидата е петоъгълна отвън и полукръгла отвътре. Хоровите апсиди са разположени по една от северната и южната страна на църквата и са отворени към наоса.
Външният облик на храма е богато украсен с различни декоративни елементи от камък, разделен на две части с профилирани ивици. Куполът на камбанарията завършва с калоти, над които има ябълка и кръст.
Иконостасът е изработен през 30-те години в дърворезба в духа на Дебърската школа и е дело на Нестор Алексиев. Живописта на иконостаса е дело на неизвестен художник от Русия. По стените има големи икони, сред които се откроява иконата на Свети Николай, оригинална творба на руския художник Степан Колесников. Стенописите в храма са започнати в 1994 година и завършени в 2001 година. Олтарната част на храма е изписана от дякон Добрица Костич от Смедерево, а всичко останало от Милован Белошевич от село Църколез.